# 金柳町
金柳町（かなやなぎちょう）は、愛知県津島市の地名。

## 地理
津島市東部に位置する。東は海部郡蟹江町、西は高台寺町、南は蟹江町、北は神尾町に接する。

### 字一覧
- 現行字についての五十音順で配列している。読みはYahoo地図による[7]。明治15年当時の字は『愛知県地名収攬』342-343頁（金柳村）による。

| 現行字                 | 明治15年当時                 |
| ---------------------- | ---------------------------- |
|                        | 池中（いけなか）             |
|                        | 一番割（いちばんわり）       |
| 神様田（かみさまだ）   |                              |
| 観音堂（かんのんどう） | 観音堂（かんをんとう）       |
|                        | 喜石田（きせきでん）         |
|                        | 北神様田（きたかみさまた）   |
| 北脇（きたわき）       |                              |
|                        | 三石田（さんこくた）         |
|                        | 下神様田（しもかみさまた）   |
|                        | 新道下（しんみちしも）       |
|                        | 同所新田（とうしよしんでん） |
|                        | 二番割（にばんわり）         |
|                        | 畑相（はたあい）             |
| 南脇（みなみわき）     | 南脇（みなみわき）           |
|                        | 四角割（よすみわり）         |
|                        | 烏帽子（ゑぼし）             |
|                        | 江向（ゑむかへ）             |
|                        | 折々（をりをり）             |

## 歴史

### 地名の由来
『尾張国地名考』によれば、「川根柳」の意であるという。

### 沿革
- 江戸時代 - 尾張国海東郡の尾張藩領佐屋代官所支配の金柳村として所在した[1]。
- 1889年（明治22年） - 合併に伴い、益和村大字金柳となる[1]。
- 1906年（明治39年） - 合併に伴い、神守村大字金柳となる[1]。
- 1955年（昭和30年）1月1日 - 合併に伴い、津島市金柳町となる[1]。

## 世帯数と人口
2018年（平成30年）1月1日現在の世帯数と人口は以下の通りである。
| 町丁   | 世帯数  | 人口    |
| ------ | ------- | ------- |
| 金柳町 | 447世帯 | 1,090人 |

### 人口の変遷
国勢調査による人口の推移
| 1995年（平成7年）  | 1,320人 | [ 8 ]  |  |
| 2000年（平成12年） | 1,354人 | [ 9 ]  |  |
| 2005年（平成17年） | 1,271人 | [ 10 ] |  |
| 2010年（平成22年） | 1,233人 | [ 11 ] |  |
| 2015年（平成27年） | 1,113人 | [ 12 ] |  |

## 学区
市立小・中学校に通う場合、学区は以下の通りとなる。また、公立高等学校に通う場合の学区は以下の通りとなる。
| 番・番地等 | 小学校               | 中学校             | 高等学校 |
| ---------- | -------------------- | ------------------ | -------- |
| 全域       | 津島市立高台寺小学校 | 津島市立神守中学校 | 尾張学区 |

## 交通
- 西尾張中央道（愛知県道65号一宮蟹江線）[6]

## 施設
- 曹洞宗勝林寺[6]北緯35度9分3.7秒 東経136度46分44.1秒 / 北緯35.151028度 東経136.778917度
- 神明社[6]北緯35度9分3.7秒 東経136度46分43.6秒 / 北緯35.151028度 東経136.778778度

## 史蹟
- 津島市指定文化財 - 金柳町神楽[6]

## その他

### 日本郵便
- 郵便番号 : 496-0014[4]（集配局：津島郵便局[15]）。